# Sit crestat
El sit crestat (Emberiza lathami) és un ocell de la família dels emberízids (Emberizidae).

## Hàbitat i distribució
Habita planures obertes, camps d'arròs, sovint àrees rocoses i de muntanya de les terres baixes i muntanyes a l'Himàlaia del nord de Pakistan, nord i centre de l'Índia, Caixmir, sud-est del Tibet, Bangla Desh, Myanmar i sud de la Xina, nord-oest de Tailàndia, nord de Laos, nord del Vietnam. En hivern habita cotes més baixes.

## Taxonomia
Ubicat tradicionalment al monotípic gènere Melophus (Swainson, 1837) ha estat traslladat a Emberiza, arran treballs com ara Alström et al, 2008